# Willie il gigante
Willie il gigante (Willie the Giant) è un personaggio immaginario appartenente all'universo di Walt Disney.

## Biografia del personaggio
Willie appare nel secondo segmento del film, intitolato Topolino e il fagiolo magico, raccontato da Edgar Bergen (sostituito da Pico de Paperis nella riedizione del mediometraggio del 1963) dove ricopre il ruolo di antagonista.
Nel prologo viene raccontato come il gigante abbia rubato l'arpa magica, facendo diventare Valle Felice un deserto. Da allora Willie abita in un enorme castello situato in cielo, tra le nuvole; Topolino, Paperino e Pippo, arrampicatisi su una pianta di fagiolo magica, vengono da lui imprigionati, ma con l'astuzia riescono a fuggire e persino a recuperare l'arpa magica. Willie li insegue scendendo a rotta di collo lungo la pianta di fagiolo, ma i tre amici ne tagliano il fusto facendolo precipitare al suolo.
Al termine della storia si scopre che il gigante è sopravvissuto, e addirittura si presenta a casa di Edgar Bergen, il quale, dopo aver spiegato che queste creature non esistono, se lo vede piombare in casa.

## Caratterizzazione
Willie è apparso per la prima volta nel nono classico Disney Bongo e i tre avventurieri. Si tratta di una parodia del gigante (o orco in alcune versioni) apparso nella fiaba Jack e la pianta di fagioli.
Ha i capelli rossi, gli occhi azzurri ed è corpulento; possiede inoltre il potere di trasformarsi in qualsiasi animale, persona o oggetto lui desideri.
È di indole giocosa e spensierata (anche se raramente si mostra superbo e sbruffone); ma se arrabbiato può diventare combattivo.
Una gag ricorrente è la sua difficoltà nel pronunciare la parola "pistacchio".

## Altri media
- Appare in Chi ha incastrato Roger Rabbit e in Canto di Natale di Topolino nel ruolo dello Spirito del Natale Presente.
- Appare anche come ospite nella serie House of Mouse - Il Topoclub.
- Appare anche nelle serie animate La casa di Topolino, Topolino - La casa del divertimento e La casa di Topolino+.